# Urban Arts
Urban Arts é uma franquia de galerias de arte criada em 2009 pelo empresário André Diniz. As galerias expõe pôsteres, quadros, lambe-lambes e outros objetos de arte de artistas independentes de estilos variados, como surrealismo, arte urbana, infantil, abstrata e tipografia. Além disso, a galeria conta com uma loja online. Em São Paulo, ela está localizada na rua Harmonia, 303, Vila Madalena, perto do Beco do Batman.  A galeria também está na rua Oscar Freire e na Alameda Gabriel Monteiro da Silva, além de uma unidade na cidade de Santo André, no ABC Paulista. Em Curitiba, a galeria está localizada próxima à Praça Espanha, na Alameda Dr. Carlos de Carvalho, 949.